# Coup dur à Tanger
Pour plus de détails, voir Fiche technique et Distribution.
Coup dur à Tanger (en allemand : Zwischen Schanghai und St. Pauli, en italien : I rinnegati di capitan Kidd) est un film d'aventures italo-ouest-allemand réalisé par Roberto Bianchi Montero et Wolfgang Schleif, sorti en 1962.

## Synopsis
Après une bagarre musclée dans un bar, Carlos, Blacky et Jochen embarquent sur un navire vétuste, le cargo « Trinidad ». Ils s'aperçoivent bientôt que le navire est sur le point d'être dynamité avec sa cargaison. Il s'agit d'une tentative d'escroquerie à l'assurance mise en place par l'impitoyable criminel Frédéric et sa complice Diana. Tout change lorsqu'il s'avère que Vera Anden, la fille d'un millionnaire, se trouve également sur le bateau. Frederic est le secrétaire de son père, un riche homme d'affaires. Frédéric prend alors Vera Anden en otage en vue d'extorquer une forte rançon à son père. Mais sur le bateau au large des côtes africaines, Jochen et ses amis ont pris les commandes après une fusillade sauvage. Au cours d'un corps à corps visant à capturer Diana et Frederic, le chef de gang parvient à faire exploser une charge explosive fixée au navire. Le cargo coule, mais les trois amis et Vera Anden parviennent à regagner la terre ferme, où le couple de malfaiteurs est menotté et emmené par la police marocaine.

## Fiche technique
- Titre français : Coup dur à Tanger ou Commando XX P 8 ou Les Renégats du capitaine Kid[1]
- Titre original allemand : Zwischen Schanghai und St. Pauli[2]
- Titre italien : I rinnegati di capitan Kidd[3]
- Réalisation : Roberto Bianchi Montero, Wolfgang Schleif
- Scénario : J. Joachim Bartsch (de)
- Photographie : Klaus von Rautenfeld
- Montage : Herbert Taschner (de), Bruno Mattei
- Musique : Raimund Rosenberger (de)
- Décors : Hans Berthel (de)
- Production : Wolf C. Hartwig
- Société de production : Rapid-Film (Munich), Cineproduzioni Associate (Rome)
- Pays de production :  Allemagne de l'Ouest •  Italie
- Langue originale : allemand
- Format : Couleur par Eastmancolor • 2,35:1 • Son mono • 35 mm
- Durée : 86 minutes (1 h 26)
- Genre : Film d'aventure
- Dates de sortie :
  - Allemagne de l'Ouest : 5 octobre 1962
  - Italie : 22 mai 1963
  - France : 11 mars 1964

## Distribution
- Joachim Hansen : Jochen
- Karin Baal : Vera Anden
- Horst Frank : Frederic
- Bill Ramsey : Blacky
- Luisella Boni : Isabella
- Carlo Giustini : Carlos
- Dorothee Parker : Diana
- Ugo Sasso (it) : Capitaine Brinkmann
- Carmela Corren : la chanteuse dans le bar
- Mario del Marius : Quieto
- Julio Gorostegui : Richard Anden
- Sixton Lecon : Domingo